# Ausgestochene Marter (Nordheim am Main)

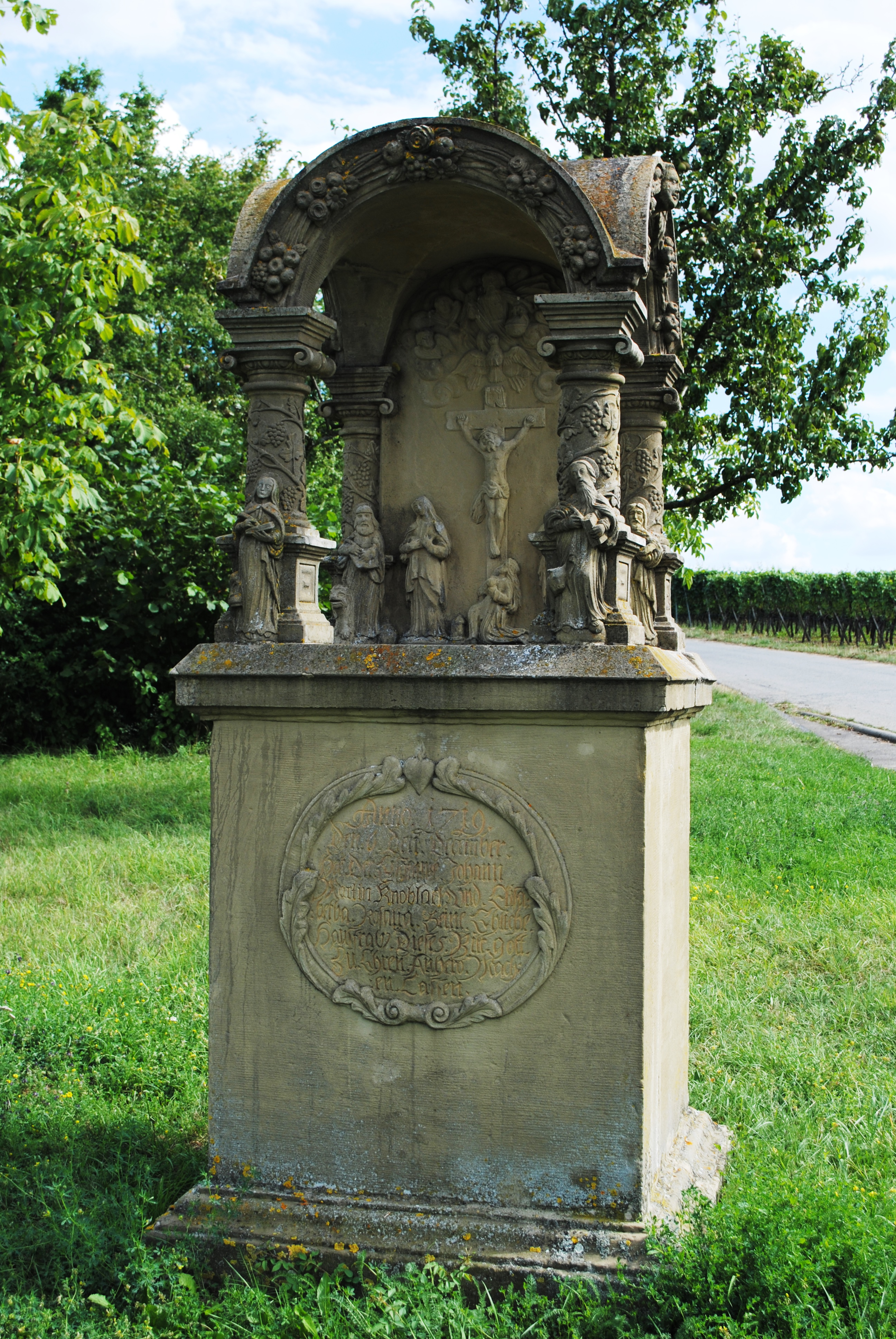
Der Bildstock in den Weinbergen

Die sogenannte Ausgestochene Marter liegt auf der Gemarkung des Winzerortes Nordheim am Main. Sie befindet sich in den Weinbergen der Weinlage Kreuzberg auf dem Weg zur Burg Hallburg.

## Geschichte
Die Marter ist ein typischer Votivbildstock. Die Wahl des Standorts mitten in den Weinbergen hängt mit dem Gelöbnis eines Nordheimers zusammen. Er schwor, einen Bildstock an dem Ort zu errichten, wo ihm die Nachricht vom Tode seiner Frau überbracht wurde. Ähnlich wie beim Kreuzschlepperbildstock in Obervolkach gab es auch hier einen getretenen Christus auf dem Baldachin. Er wurde allerdings in späterer Zeit entfernt.
Errichtet wurde der Bildstock im Jahr 1719. Eine Inschrift im Sockel nennt das genaue Datum: „Anno 1719, den 6. Dezember, hat der fromme Johann M. und Elisabeth Rosalia Marquardin, seine eheliche Hausfrau dies Bild Gott zu Ehren anhero machen lassen.“ Das Bayerische Landesamt für Denkmalpflege ordnet den Bildstock unter der Nummer D-6-75-155-29 als Baudenkmal ein.

## Beschreibung
Der Bildstock hat die Form eines Prozessionsaltars. Vier rebenumrankte Säulchen, vor denen jeweils ein Heiliger postiert ist, tragen den Baldachin. Mehrere Puttenköpfe sind zur Verzierung angebracht. Die hinteren Säulen sind durch eine Platte miteinander verbunden. Eine Kreuzigungsgruppe füllt die Vorderseite der Platte aus. Dargestellt sind Maria und Johannes neben dem sterbenden Christus. Maria Magdalena kniet unter dem Kreuz. Darüber schweben in einer Wolke Gottvater und die Taube des Heiligen Geistes.
An der Rückseite ist eine kranke Frau dargestellt. Sie liegt in einem Himmelbett; Maria mit dem Jesuskind schwebt über ihr in den Wolken. Ein Kruzifix steht neben ihr auf einem Tischchen.